# Gurb
Gurb é um município da Espanha na comarca de Osona, província de Barcelona, comunidade autónoma da Catalunha. Tem 51,6 km² de área e em 2021 tinha 2 705 habitantes (densidade: 52,4 hab./km²).

## Demografia
| Variação demográfica do município entre 1991 e 2004[carece de fontes?] | Variação demográfica do município entre 1991 e 2004[carece de fontes?] | Variação demográfica do município entre 1991 e 2004[carece de fontes?] | Variação demográfica do município entre 1991 e 2004[carece de fontes?] |
| ---------------------------------------------------------------------- | ---------------------------------------------------------------------- | ---------------------------------------------------------------------- | ---------------------------------------------------------------------- |
| 1991                                                                   | 1996                                                                   | 2001                                                                   | 2004                                                                   |
| 1674                                                                   | 1823                                                                   | 1955                                                                   | 2126                                                                   |